# 1874 a vasúti közlekedésben
Ez a szócikk a 1874-ben történt vasúti eseményeket mutatja be.

## Események Magyarországon
- január 3. – forgalomba állítják a MÁVAG első hazai gyártmányú gőzmozdonyát